# 第1衛生連隊 (フランス軍)
第1衛生連隊（だいいちえいせいれんたい、1er régiment médical：1er RMED）は、モゼル県Châtel-Saint-Germainに駐屯する、第1後方支援旅団隷下のフランス陸軍の衛生連隊である。2011年6月15日に解隊、第3衛生連隊に併合された。
兵種は衛生など、伝統的区分は衛生である。

## 沿革
- 1992年：第1衛生連隊が新編される。
- 2011年：解隊、第3衛生連隊に併合。

## 最新の部隊編成
- 連隊本部
- 衛生車両中隊
- 患者搬送隊
- 外科治療隊
- 特殊武器防護中隊（対NBC）
- 予備衛生中隊
- 看護隊

## 任務
- 連隊は、各部隊に対して衛生兵の派遣や後方における負傷者の治療・回復に寄与し、兵士達に衛生的な環境を維持し提供することである。

### 定員
- 連隊の人員構成としては、将校42名、下士官187名、兵卒870名、軍属32名の約1130名からなる。

## 主要装備
- GIAT BM92-G1
- FA-MAS
- VAB
- P4
- TRM 2000
- TRM 4000
- TRM 10000
- GBC 180